# Балта (Румунія)
Балта (рум. Balta) — село у повіті Мехедінць в Румунії. Адміністративний центр комуни Балта.
Село розташоване на відстані 278 км на захід від Бухареста, 28 км на північ від Дробета-Турну-Северина, 146 км на південний схід від Тімішоари, 112 км на північний захід від Крайови.

## Населення
За даними перепису населення 2002 року у селі проживали 388 осіб, усі — румуни. Усі жителі села рідною мовою назвали румунську.